# Third Degree (пісня Едді Бойда)
«Third Degree» — пісня американського блюзового музиканта Едді Бойда і його гурту His Chess Men, випущена синглом у 1953 році на лейблі Chess. У 1953 році пісня посіла 3-є місце в чарті R&B Singles журналу «Billboard».

## Оригінальна версія
Пісня була написана Едді Бойдом. Текст пісні розповідає про чоловіка, який був незаконно звинувачений у грабіжці та вбивстві. Назва пісні означає допит з пристрастю (в американській цивільній системі правосуддя він відомий як «допит третрього ступеню» (англ. third degree).
Сесія звукозапису відбулась приблизно в травні 1953 року в Чикаго, Іллінойс, в якій взяли участь Бойд (вокал, фортепіано), Літтл Сакс Краудер (тенор-саксофон), Лі Купер (гітара), Віллі Діксон (контрабас) і Персі Вокер (ударні). Пісня вийшла у червні 1953 року на лейблі Chess на синглі із «Back Beat» на стороні «Б». «Third Degree» стала хітом і в липні 1953 року пісня посіла 3-є місце в хіт-параді R&B Singles журналу «Billboard».
Пізніше записав декілька студійних і концертних версій пісні, наприклад 22 березня 1968 року для коцнертного альбому Live (1976), виданого Storyville. 25 січня 1968 року Бойд записав іншу студійну версію пісні для альбому 7936 South Rhodes (1968), який вийшов на Blue Horizon. У записі, що відбувся в Лондоні, взяли участь Бойд (вокал, фортепіано) та учасники гурту Fleetwood Mac: Пітер Грін (гітара), Джон Макві (бас-гітара) і Мік Флітвуд (ударні).

## Інші версії
Пісню перезаписали інші виконавці, зокрема Чемпіон Джек Дюпрі для From New Orleans to Chicago (1966) і Forever and Ever (1991), Джонні Вінтер для альбому Third Degree (1984), Ерік Клептон (1994), Род П'яцца (1998), Леслі Вест (2004) та ін.